# 权翼
权翼（？—？），字子良，天水郡略阳县（今甘肃省秦安县东南）人。

## 生平
352年，姚弋仲去世，姚襄继任，任命太原人王亮为长史，天水人尹赤为司马，太原人薛瓒、略阳人权翼为参军。353年，姚襄屯兵历阳，被东晋封为平北将军，派权翼出使东晋殷浩。殷浩对他说：“我与平北将军同是大晋皇帝的臣下，休戚与共。然而平北将军经常独断专行，不是我希望的事情！”权翼说：“平北将军英姿绝世，他之所以带兵数万、不辞遥远归附晋朝皇室，是因为朝廷有道，大臣贤明。现在将军轻信谗言，与平北将军隔阂，我认为猜忌的根源在将军你这里。”殷浩说：“平北将军生性不羁，随意生杀，又纵容小人抢我马匹，不是王臣的行为！”权翼说：“平北将军归附圣朝，怎肯滥杀无辜！奸邪作乱之徒，就是王法也不能容忍，杀之何害！”殷浩说：“那为何抢夺我的马匹？”权翼说：“您认为平北将军雄武，难以控制，终要讨伐。所以他才夺马来自卫。”殷浩笑道：“何至于此！”
357年，姚襄败死后，权翼归苻坚。权翼劝苻坚杀苻生：“主上猜忌，残忍暴虐，内外离心，如今殿下才是适于主持秦国社稷之人。愿殿下及早谋划，不要让大权落入他姓手中！”苻坚即位，以权翼为黄门侍郎，与丞相王猛等同掌机密。后任吏部尚书，与王猛、薛讚并称王佐之才。
370年三月，苻坚任命吏部尚书权翼为尚书右仆射。权翼见到慕容桓的儿子慕容凤说：“孩子你正显露才能名望，不要效法你父亲不识天命！”慕容凤严厉地说：“先父想建立忠诚未遂，这是人臣之节；君侯之言，岂能奖掖后辈！”权翼变色称谢离开，进言苻坚：“慕容凤慷慨有才器，但狼子野心，恐最终也不会被我们所用。”382年，苻坚欲南征东晋，尚书左仆射权翼说：“昔日商朝纣王无道，但微子、箕子、比干三位仁人在朝，周武王因此回师，不予讨伐。如今晋朝虽然微弱，但没有大恶，谢安、桓冲都是江表的人才，君臣和睦，内外同心，以我来看，不可图谋！”苻坚沉默了许久，不听。
淝水之战后，鲜卑慕容垂欲自图发展，佯请回河北祭扫先人陵墓，权翼劝谏苻坚说：“国家军队新败，四方都有离心之向，应召集名将，安置在京城，以稳固根基，安定枝叶。慕容垂勇略过人，世代都是中原东部的豪杰，不久前因避祸而来归附，他本心难道只是做个冠军将军吗！就像养育苍鹰，它饥饿时依附于人，当听到狂风骤起，就有飞越云霄之志。现在正该紧闭藩笼，岂能放纵，任它为所欲为！”苻坚说：“你说得对。但朕已经同意，一般人尚不食言，何况万乘之君主！如果天命要有废兴之事，也不是只靠智慧与力量所能改变的。”权翼说：“陛下重小信而轻视国家社稷，依我之见，他定是去而不返，关东之乱，从此就要开始了。”权翼悄悄地派勇士邀请慕容垂到河桥以南的空仓房中，慕容垂对此产生了怀疑，用草绳编结成筏子从凉马台渡过黄河。384年，慕容垂建立后燕政权，苻坚对权翼说：“没听你的话，让鲜卑人到了如此地步。关东之地，我不再和他们争夺。”
385年，西燕慕容冲攻入长安，司隶校尉权翼遂投后秦姚苌，任太常。